# Acta Universitatis Lodziensis. Folia Historica
Acta Universitatis Lodziensis. Folia Historica – polskie czasopismo historyczne w postaci zeszytów naukowych wydawane od 1945 roku przez Wydawnictwo Uniwersytetu Łódzkiego. Zamieszczane są w nim prace historyków związanych z Instytutem Historii Uniwersytetu Łódzkiego. Poszczególne zeszyty mają zazwyczaj charakter tematyczny.
Pierwotnym tytułem czasopisma były „Zeszyty Naukowe Uniwersytetu Łódzkiego, Seria I, Nauki Humanistyczno-Społeczne”.